# Библиотека Энгэмбертина
Библиотека Энгэмбертина (фр. Bibliothèque Inguimbertine) — муниципальная библиотека, расположена в городе Карпантра (Воклюз), старейшая муниципальная библиотека Франции. Основана в 1754 году Жозефом-Домиником Д’Энгэмбером, епископом Карпантра в 1735—1754 годах. Входит в особый национальный список Классифицированных муниципальных библиотек.

## История
Основателем библиотеки в Карпантра был Жозеф-Доминик Д’Энгэмбер (1683—1757), епископ Карпантра в 1735—1754 годах. До назначения епископом Карпантра Д’Энгэмбер служил библиотекарем у кардинала Корзини. Он рекомендовал выкупить библиотеку кардинала Филиппа-Антонио Гуалтерио и участвовал в классификации библиотеки, которая стала публичной в 1754 году.
Став в 1735 году епископом Карпантра, Д’Энгэмбер привёз с собой около 4 тыс. томов, а также схемы и эстампы. Он выкупил в 1745 году библиотеку президента Мазога, выставленную на продажу, что обогатило библиотеку на 15 тыс. томов, 4 тыс. медалей и большое число различных предметов искусства и других артефактов. В 1747 году он также купил у барона де Тримон, сеньора Мазога, архив документов и писем провансальского учёного, литератора и астронома Николя-Клода Фабри де Пейреска. Это существенно увеличило важность и известность библиотечной коллекции.
В то же время для размещения библиотеки Д’Энгэмбертин приобрёл и благоустроил Отель де Гранди-Помероль неподалёку от епископского дворца. Он испросил разрешения у римского папы Бенедикта XIV на открытие фонда и в 1746 году вышла булла, подтверждающая основание «дома муз» (это название расположено над библиотечными воротами в виде ребуса — тростник меж двух мышей — что по-латински имеет двоякое прочтение: mus — arondo — mus / musarum domus).
В 1847 году муниципалитет перевёл библиотеку в другое здание. В настоящее время ведётся реконструкция бывшего здания Отель-Дьё Карпантра, куда планировалось перевести библиотеку в 2013 году.

## Каталоги манускриптов
- Lambert, Charles Godefroy Alphonse, Catalogue descriptif et raisonné des manuscrits de la bibliothèque de Carpentras, Carpentras, Impr. E. Rolland, 1862, vol. 1 : XIX-463 p.
- Lambert, Charles Godefroy Alphonse, Catalogue descriptif et raisonné des manuscrits de la bibliothèque de Carpentras, Carpentras, Impr. E. Rolland, 1862, vol. 2 : XV-473 p.
- Lambert, Charles Godefroy Alphonse, Catalogue descriptif et raisonné des manuscrits de la bibliothèque de Carpentras, Carpentras, Impr. E. Rolland, 1862, vol. 3 : 439 p.
- Labande, Léon-Honoré, Catalogue général des manuscrits des bibliothèques publiques de France : départements : Carpentras, vol. XXXIV—XXXVI (3 tomes en 4 volumes), Paris, Plon-Nourrit, 1899—1903
- Catalogue général des manuscrits des bibliothèques publiques de France, vol. LVIII, Paris, 1971, p. 43-112 : Carpentras, supplément.
- Jean-François Delmas, Trésors de l’Inguimbertine, Paris, Association internationale de bibliophilie, 2006
- Catalogue de l’exposition organisée par la bibliothèque Inguimbertine et les musées de Carpentras, 350 notices.